# Кортача сула Страда дел Вино
Корта̀ча сула Стра̀да дел Вѝно (на италиански: Cortaccia sulla Strada del Vino; на немски: Kurtatsch an der Weinstraße, Куртач ан дер Вайнщрасе) е село и община в Северна Италия, автономна провинция Южен Тирол, автономен регион Трентино-Южен Тирол. Разположено е на 333 m надморска височина. Населението на общината е 2254 души (към 2010 г.).

## Език
Официални общински езици са и италианският и немският. Най-голямата част от населението говори немски. В общината се говори и други романски език, ладинският.
| %     | Роден език      |
| 3,36  | Италиански език |
| 96,25 | Немски език     |
| 0,38  | Ладински език   |